# حب أعمى
حب أعمى (بالتركية: KARA SEVDA) هو مسلسل تلفزيوني تركي درامي رومانسي صدر في 15 أكتوبر 2015 من إنتاج شركة القمر للإنتاج الفني عُرض على قناة ستار تي في. يتألف الموسم الأول من 35 حلقة وانتهى في يونيو 2016 فيما عُرض الموسم الثاني في 21 سبتمبر 2016.
المسلسل من إخراج هلال سارال، ومن إنتاج كيرم شاتاي. يشمل طاقم العمل كتاب السيناريو أنيل إيكي وأوزليم يلماز وبوركو جورجون، وبطولة بوراك أوزجيفيت ونيسليهان أتاغول وكان أورغانجي أوغلو وفهرية أفجان.

## القصة
تدور أحداث المسلسل حول كمال (بوراك أوزجيفيت)، الشاب الفقير، ونيهان (نسليهان أتاغول)، الفتاة الغنية. يقع كمال ونيهان في حب بعضهما البعض، لكن أمير، الرجل الغني ذو النفوذ، يطمح إلى جعل نيهان تقع في حبه. يقوم أمير، بمساعدة والده، بإيقاع شقيق نيهان في فخ جريمة قتل، مهددًا عائلتها بإبلاغ الشرطة عن الجريمة إذا رفضت نيهان الزواج منه. نتيجة لذلك، تضطر نيهان لرفض الزواج من كمال وتقبل عرض أمير.
يقرر كمال الابتعاد عن عائلته ونيهان، ويسافر ليعمل كمهندس مناجم. خلال هذه الفترة، ينجح كمال في إنقاذ حياة مالك الشركة من حادث انهيار المنجم، مما يجعله يحصل على نصف أسهم الشركة رغم عدم موافقته. بعد خمس سنوات، يعود كمال لينتقم من نيهان، مشككًا في زواجها من أمير. عندما تعترف له نيهان بكل شيء، يكتشف أنها ليست متزوجة برغبتها، وأن شقيقها ليس قاتلًا بل كان ضحية فخ نصبه أمير.
يتعرف كمال على شخصيات مافيا مختلفة ويتورط في أعمال خطيرة، بينما يخطط هو ونيهان للهروب معًا والعيش بعيدًا عن أمير. لكن شقيقة كمال تخون أخ نيهان، وتدخل في علاقة مع أمير، مما يؤدي إلى اكتشاف أمير لمكانهما. يهدد أمير نيهان بقتل كمال إذا لم تعود إليه، فتضطر للعودة، معترفةً لكمال بأنها تكرهه وتحاول محبة أمير لحماية كمال.
يسعى كمال لتحقيق العدالة، مما يؤدي إلى سجن أوزان (شقيق نيهان). تتزايد مشاعر الغضب بين نيهان وكمال. في هذه الأثناء، يرسل مساعد أمير، طوفان، صور أمير وزينب إلى أوزان في السجن، مما يجعله غاضبًا ويقود إلى تدهور حالته الصحية. بعد ذلك، يحاول أمير تهريب أوزان من السجن، وعندما يدرك زينب أن أوزان اكتشف الأمر، يغير أمير خطته ويتسبب، دون قصد، في قتل أوزان بمساعدة شقيق كمال.
تبدأ نيهان في البحث عن قاتل أخيها بمساعدة كمال، الذي يكتشف أن أخاه أكرم، المعروف بلقب طارق سويدري، هو القاتل. يسلم كمال أخاه إلى الشرطة، مما يحزن قلبه كثيرًا. تنتهي القصة بموت أمير وكمال في آن واحد نتيجة انفجار قنبلة يدوية، فتشعر نيهان بالحزن العميق على فقدان كمال.

## الممثلون والشخصيات
- بوراك اوزجيفيت بدور كمال سويدري
- نسليهان أتاغول بدور نيهان سيزين
- كان أورغانجي أوغلو بدور امير كوزجو اوغلو
- فهرية أفجان بدور ميليسا سيزين
- اورهان جونار بدور حسين سويدري
- نيشي بايكنت بدور فيلدان سيزين
- زينو ايراجار بدور فهمية سويدري
- روزجار أكسوي بدور طارق سويدري
- باريش البايكوت بدور اوزان سيزين
- زيرين تيكيندور بدور ليلى
- هازال فيليز بدور زينب سويدري
- ميلسيا أصلي باموك بدور أسو
- شاغلا دمير بدور بانو
- إسراء جيهان بدور ملك

## الجوائز
في عام 2017، حصل المسلسل على جائزة أفضل تيلينوفيلا في حفل توزيع جوائز إيمي الدولية، مما جعله علامة فارقة في تاريخ المسلسلات التركية، كونه أول مسلسل تركي يفوز بهذه الجائزة وأول مسلسل يصل إلى نهائياتها. كما حصل على جائزة لجنة التحكيم الخاصة في حفل توزيع جوائز سيول الدولية للدراما، حيث نال المخرج هلال سارال وأحد الممثلين البارزين بوراك أوزجيفيت جوائز في كوريا.

## النجاح الدولي
أصبح "كارا سيفدا" أكثر المسلسلات التركية مشاهدةً في العالم، حيث تم بثه في أكثر من 110 دولة وترجم إلى أكثر من 50 لغة. شملت الدول التي عرض فيها إيطاليا وروسيا واليونان والمجر والمغرب وفرنسا وصربيا ورومانيا وألمانيا والعراق وسلوفاكيا وأوكرانيا وألبانيا وإسبانيا وإيران والمكسيك وبوليفيا وبنما وأوروغواي وسلوفينيا وباراغواي.
عند عرضه على قناة يونيفزيون في الولايات المتحدة، تجاوز المسلسل منافسيه ليصبح المسلسل الأجنبي الأكثر مشاهدة، حيث حقق أكثر من 2 مليون مشاهد يوميًا وما يقرب من 4 ملايين مشاهد في الحلقة الأخيرة. كما حققت قناة على يوتيوب نحو 295,000,000 مليون مشاهدة (بتاريخ سبتمبر 2024)، مما يجعلها واحدة من أكثر المسلسلات التركية مشاهدة على هذه المنصة.

## وصلات خارجية
- حب أعمى على موقع IMDb (الإنجليزية)
- حب أعمى على موقع فيلمافينيتي (الإسبانية)
- حب أعمى على موقع كينوبويسك (الروسية)
- حب أعمى على موقع ألو سيني (الفرنسية)
- حب أعمى على موقع قاعدة بيانات الفيلم (الإنجليزية)
- الموقع الرسمي (باللغة التركية)